# Desmodium macropodium
Desmodium macropodium är en ärtväxtart som beskrevs av William Botting Hemsley. Desmodium macropodium ingår i släktet Desmodium och familjen ärtväxter. Inga underarter finns listade i Catalogue of Life.